# Aeroportul Antsirabato
Aeroportul Antsirabato (IATA: ANM, ICAO: FMNH) este un aeroport din Provincia Antsiranana, Madagascar ce deservește zona Antalaha⁠(d).
Situat la o altitudine de 6 m, aeroportul dispune de 1 pistă.

## Infrastructură

### Piste
Aeroportul dispune de o singură pistă. Pista are orientarea 18/36. 